# Brevoxathres seabrai
Brevoxathres seabrai är en skalbaggsart som beskrevs av Monné 2007. Brevoxathres seabrai ingår i släktet Brevoxathres och familjen långhorningar. Inga underarter finns listade.